# Hans Brunhart
Hans Brunhart (ur. 28 marca 1945 w Balzers) – liechtensteiński polityk i bankowiec, minister, w latach 1978–1993 premier Liechtensteinu. Brat Arthura Brunharta.

## Życiorys
Studiował germanistykę na uniwersytetach we Fryburgu i Bazylei. W latach 1972–1974 był dyrektorem biblioteki państwowej (Liechtensteinische Landesbibliothek) oraz archiwum państwowego. Działacz Unii Patriotycznej. W latach 1974–1978 pełnił funkcję wicepremiera, kierując jednocześnie departamentami spraw wewnętrznych, edukacji, gospodarki i transportu. 26 kwietnia 1978 został nowym premierem Liechtensteinu, urząd ten sprawował nieprzerwanie do 26 maja 1993. W różnych okresach kierował dodatkowo resortami spraw zagranicznych, spraw wewnętrznych, kultury, edukacji, finansów i budownictwa. W okresie pełnienia przez niego funkcji premiera w 1984 wprowadzono prawa wyborcze dla kobiet, państwo przystąpiło do Rady Europy, ONZ oraz EFTA.
W 1995 założył czasopismo „Balzner Neujahrsblätter”. W późniejszych latach pełnił funkcję przewodniczącego rady dyrektorów VP Banku (1996–2012). W latach 2004–2006 kierował towarzystwem Gesellschaft Schweiz-Liechtenstein.